# Ацетат марганца(II)
Ацетат марганца(II) — неорганическое соединение, соль металла марганца и уксусной кислоты с формулой Mn(CH3COO)2,
светло-розовые кристаллы,
растворимые в воде,
образует кристаллогидрат.

## Получение
- Безводную соль получают действием ледяной уксусной кислоты на нитрат марганца(II):

{\displaystyle {\mathsf {Mn(NO_{3})_{2}+2CH_{3}COOH\ {\xrightarrow {}}\ Mn(CH_{3}COO)_{2}+2HNO_{3}}}}
- Кристаллогидрат получают действием уксусной кислоты на карбонат марганца(II):

{\displaystyle {\mathsf {MnCO_{3}+2CH_{3}COOH\ {\xrightarrow {}}\ Mn(CH_{3}COO)_{2}+CO_{2}\uparrow +H_{2}O}}}

## Физические свойства
Ацетат марганца(II) образует светло-розовые кристаллы, растворимые в воде, плохо растворимые в этаноле.
На воздухе легко окисляются.
Образует кристаллогидрат состава Mn(CH3COO)2•4H2O.

## Применение
- Катализатор окисления в органическом синтезе.